# Seven Sudamericano Masculino 2011
El Seven Sudamericano Masculino 2011 fue organizado por la Confederación Sudamericana de Rugby (CONSUR) y se disputó en la ciudad de Bento Gonçalves, en el sureño estado de Río Grande del Sur en Brasil. Los partidos se desarrollaron en el Centro Deportivo del Servicio Social de la Industria (SESI) y como es habitual se jugó paralelamente con el de la modalidad femenina.
Como particularidad de esta edición se dio que la selección argentina perdió por primera vez en un sudamericano de Rugby 7 y lo hizo a manos del equipo local que lo relegó a la segunda colocación del grupo A, ese "tropezón" no impidió que Los Pumas se alzaran con el campeonato al ganarle la final al seleccionado uruguayo.

## Equipos participantes
- Selección de rugby 7 de Argentina (Los Pumas)
- Selección de rugby 7 de Brasil (Los Vitória-régia)
- Selección de rugby 7 de Chile (Los Cóndores)
- Selección de rugby 7 de Colombia (Los Tucanes)
- Selección de rugby 7 de Paraguay (Los Yacarés)
- Selección de rugby 7 del Perú (Los Tumis)
- Selección de rugby 7 de Uruguay (Los Teros)
- Selección de rugby 7 de Venezuela (Las Orquídeas)

## Clasificación[2]

### Grupo A

#### Posiciones
| Pos. | Equipo    | Encuentros | Encuentros | Encuentros | Encuentros | Tantos  | Tantos    | Tantos     | Puntos |
| Pos. | Equipo    | jugados    | ganados    | empatados  | perdidos   | a favor | en contra | diferencia | Puntos |
| ---- | --------- | ---------- | ---------- | ---------- | ---------- | ------- | --------- | ---------- | ------ |
| 1    | Brasil    | 3          | 3          | 0          | 0          | 62      | 17        | + 45       | 9      |
| 2    | Argentina | 3          | 2          | 0          | 1          | 83      | 12        | + 71       | 6      |
| 3    | Paraguay  | 3          | 1          | 0          | 2          | 22      | 55        | - 33       | 3      |
| 4    | Perú      | 3          | 0          | 0          | 3          | 12      | 95        | - 83       | 0      |

Nota: Se otorgan 3 puntos al equipo que gane un partido, 1 al que empate y 0 al que pierda
|  | Clasificados a la Semifinal de Oro |

|  | Clasificados a la Semifinal de Bronce |

#### Resultados
| 5 de febrero | Brasil | 19 - 10 | Paraguay | cancha del SESI, Bento Gonçalves, Brasil |  |

| 5 de febrero | Argentina | 47 - 5 | Perú | cancha del SESI, Bento Gonçalves, Brasil |  |

| 5 de febrero | Brasil | 36 - 7 | Perú | cancha del SESI, Bento Gonçalves, Brasil |  |

| 5 de febrero | Argentina | 36 - 0 | Paraguay | cancha del SESI, Bento Gonçalves, Brasil |  |

| 5 de febrero | Paraguay | 12 - 0 | Perú | cancha del SESI, Bento Gonçalves, Brasil |  |

| 5 de febrero | Argentina | 0 - 7 | Brasil | cancha del SESI, Bento Gonçalves, Brasil |  |

### Grupo B

#### Posiciones
| Pos. | Equipo    | Encuentros | Encuentros | Encuentros | Encuentros | Tantos  | Tantos    | Tantos     | Puntos |
| Pos. | Equipo    | jugados    | ganados    | empatados  | perdidos   | a favor | en contra | diferencia | Puntos |
| ---- | --------- | ---------- | ---------- | ---------- | ---------- | ------- | --------- | ---------- | ------ |
| 1    | Chile     | 3          | 3          | 0          | 0          | 88      | 19        | + 69       | 9      |
| 2    | Uruguay   | 3          | 2          | 0          | 1          | 83      | 26        | + 57       | 6      |
| 3    | Colombia  | 3          | 1          | 0          | 2          | 33      | 67        | - 34       | 3      |
| 4    | Venezuela | 3          | 0          | 0          | 3          | 17      | 109       | - 92       | 0      |

Nota: Se otorgan 3 puntos al equipo que gane un partido, 1 al que empate y 0 al que pierda
|  | Clasificados a la Semifinal de Oro |

|  | Clasificados a la Semifinal de Bronce |

#### Resultados
| 5 de febrero | Chile | 36 - 0 | Colombia | cancha del SESI, Bento Gonçalves, Brasil |  |

| 5 de febrero | Uruguay | 43 - 7 | Venezuela | cancha del SESI, Bento Gonçalves, Brasil |  |

| 5 de febrero | Chile | 33 - 5 | Venezuela | cancha del SESI, Bento Gonçalves, Brasil |  |

| 5 de febrero | Uruguay | 26 - 0 | Colombia | cancha del SESI, Bento Gonçalves, Brasil |  |

| 5 de febrero | Colombia | 33 - 5 | Venezuela | cancha del SESI, Bento Gonçalves, Brasil |  |

| 5 de febrero | Uruguay | 14 - 19 | Chile | cancha del SESI, Bento Gonçalves, Brasil |  |

## Play-off

### Semifinales

#### Semifinales de Bronce
| 6 de febrero | Paraguay | 24 - 7 | Venezuela | cancha del SESI, Bento Gonçalves, Brasil |  |

| 6 de febrero | Colombia | 26 - 5 | Perú | cancha del SESI, Bento Gonçalves, Brasil |  |

#### Semifinales de Oro
| 6 de febrero | Brasil | 5 - 7 | Uruguay | cancha del SESI, Bento Gonçalves, Brasil |  |

| 6 de febrero | Chile | 10 - 15 | Argentina | cancha del SESI, Bento Gonçalves, Brasil |  |

### Finales

#### 7º puesto
| 6 de febrero | Venezuela | 0 - 40 | Perú | cancha del SESI, Bento Gonçalves, Brasil |  |

#### Final de Bronce
| 6 de febrero | Paraguay | 19 - 7 | Colombia | cancha del SESI, Bento Gonçalves, Brasil |  |

#### Final de Plata
| 6 de febrero | Brasil | 17 - 12 | Chile | cancha del SESI, Bento Gonçalves, Brasil |  |

#### Final de Oro
| 6 de febrero | Argentina | 26 - 21 | Uruguay | cancha del SESI, Bento Gonçalves, Brasil |  |

| Bandera de Argentina |
| Campeón Argentina    |
| Sexto título         |

## Posiciones finales[3]
| Posición | Selección |
| -------- | --------- |
| 1        | Argentina |
| 2        | Uruguay   |
| 3        | Brasil    |
| 4        | Chile     |
| 5        | Paraguay  |
| 6        | Colombia  |
| 7        | Perú      |
| 8        | Venezuela |

## Clasificación a otros torneos[4]
Los Pumas ya estaban clasificados al USA Seven 2011 por la Serie Mundial de Seven de la IRB y los acompañaron Los Teros por ser el mejor ubicado sin tener en cuenta a los argentinos.
En cuanto a los Juegos Panamericanos de 2011 hubo cuatro cupos, tres de ellos estaban asignados a Pumas, Teros y Cóndores mientras que el 4º clasificado fue para el equipo brasilero en calidad del mejor ubicado entre los aspirantes.